# Davidsonia jerseyana

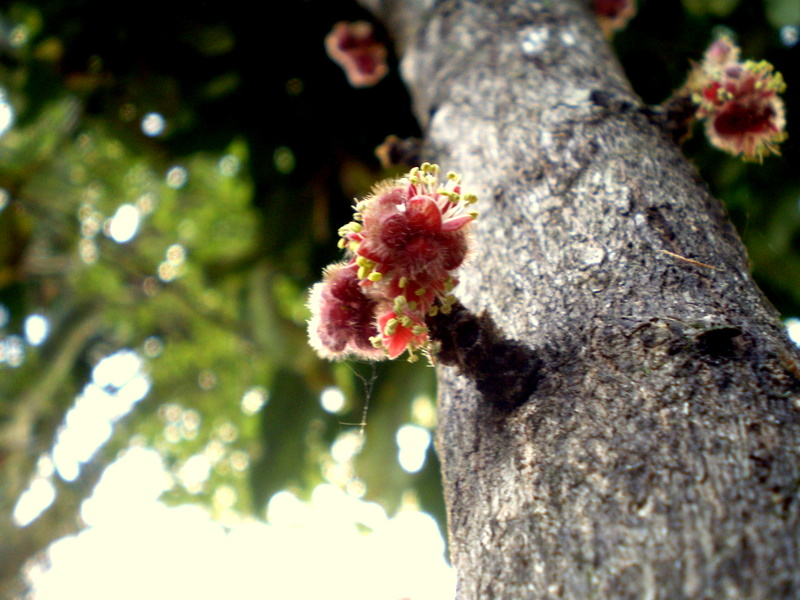
Blütenstand

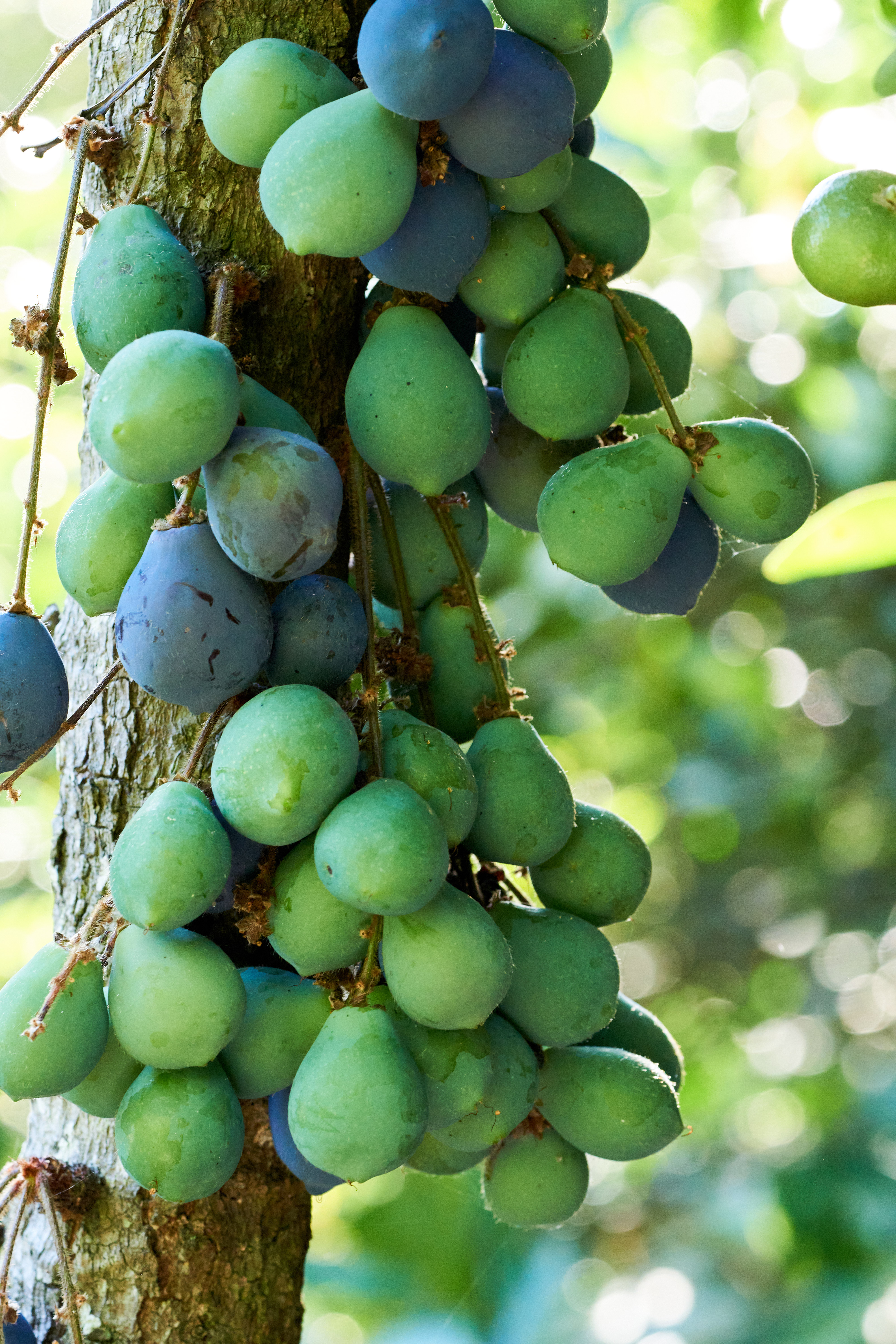
Fruchtstand

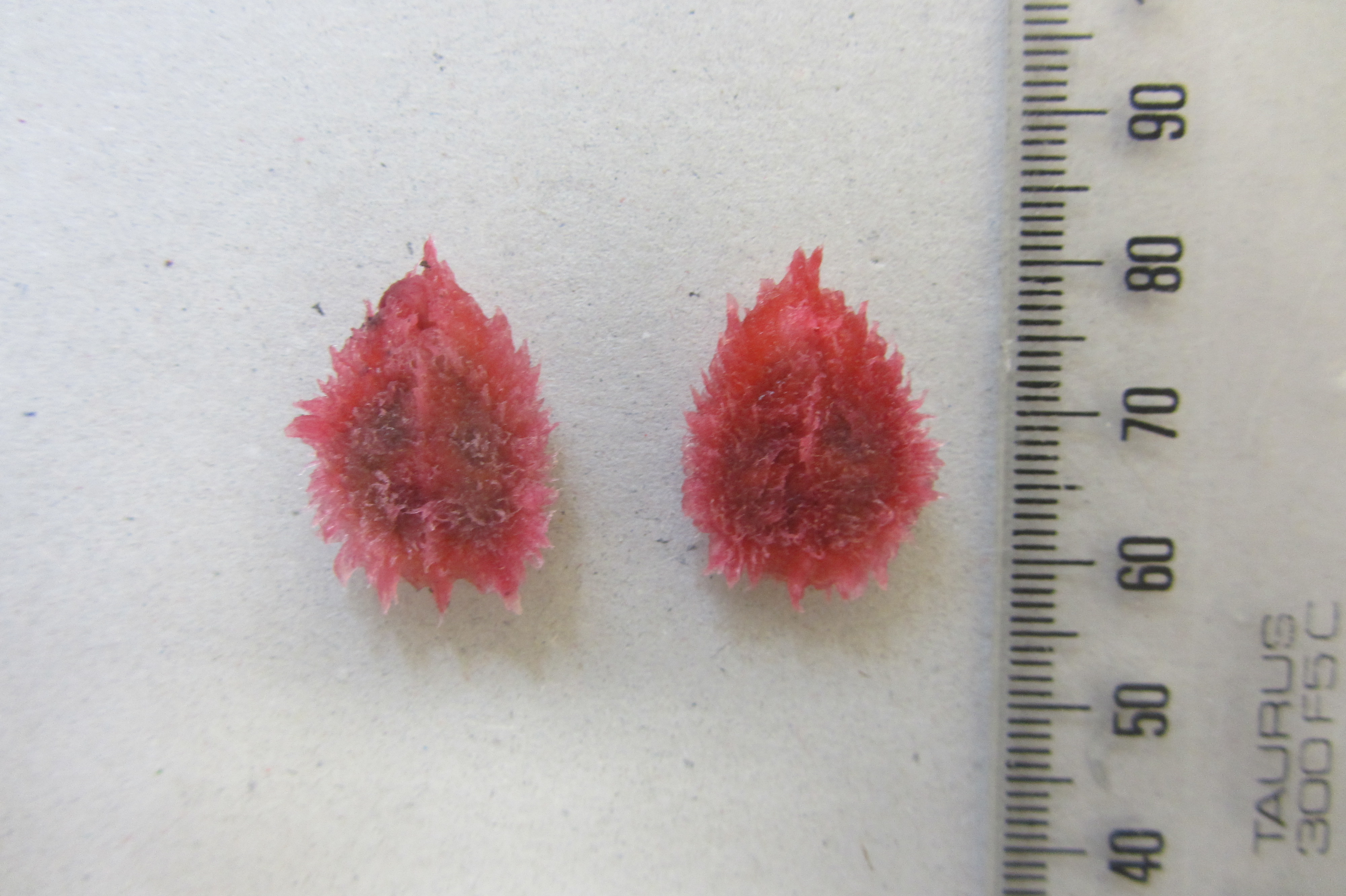
Steinkern (Pyrene, Samen)

Davidsonia jerseyana oder die Davidsonspflaume, ist eine Pflanzenart in der Familie der Cunoniaceae aus dem östlichen Australien. Sie gilt als gefährdete Art.

## Beschreibung

### Vegetative Merkmale
Davidsonia jerseyana wächst als kleinerer, manchmal auch mehrstämmiger Baum mit schlankem Stamm bis etwa 6–10 Meter hoch. Die korkige, leicht raue, braune bis graubraune Borke ist leicht rissig bis schuppig.
Die adulten (nach 12 Monaten), wechselständigen und gestielten, langen Laubblätter sind unpaarig gefiedert mit bis zu 17–19 Blättchen. Sie sind schopfig, palmenförmig oben am Stamm angeordnet. Der Blattstiel ist bis zu 20 Zentimeter lang. Die Blattspreite ist bis über 60–80 (bis 120) Zentimeter lang und die Rhachis und der Blattstiel sind (stachel)spitzig gezähnt bzw. geflügelt sowie reizend behaart. Die reizend (haar)spitzig gezähnten bis gesägten und spitzen bis zugespitzten, verkehrt-eiförmigen bis -eilanzettlich oder lanzettlichen bis elliptischen, fast sizenden bis kurz gestielten Blättchen sind bis über 30 Zentimeter lang. Die Blättchen sind ober- und unterseits leicht mit reizenden, borstigen Härchen bedeckt. Es sind kleine, teils drüsig-gezähnte Nebenblättchen vorhanden. Die Nervatur ist gefiedert mit deutlichen Seitenadern. Es sind kleine, paarige und stängelumfassende, spitzig drüsig-gezähnte, rundliche Nebenblätter vorhanden.

### Generative Merkmale
Die stammblütigen, kaulifloren Blüten erscheinen in 5 bis über 25 Zentimeter langen, reizend-borstigen Trauben oder dichten Rispen. Die kleinen, zwittrigen und 4–5-zähligen, kurz gestielten Blüten mit einfacher Blütenhülle, die Kronblätter fehlen, sind rötlich. Es sind kleine, stängelumfassende Trag- und sitzende Vorblätter vorhanden. Die petaloiden, klappigen, eiförmigen Kelchblätter sind im unteren Teil verwachsen und außen lang, weißlich reizend-borstig und innen weich behaart. Es sind 8–10 relativ kurze Staubblätter vorhanden. Der borstig behaarte Fruchtknoten ist oberständig mit meist zwei, kahlen und priemlichen Griffeln mit sehr kleinen, kopfigen Narben. Es sind Nektarien ausgebildet.
Es werden schwarzblaue bis schwärzliche, teils bzw. anfänglich „bereifte“, zwetschgenähnliche und schwach borstige, 3,5–5 Zentimeter große, birnenförmige bis verkehrt-eiförmige Früchte, Steinfrüchte mit rötlichem Fruchtfleisch und beständigem Kelch gebildet. Sie enthalten meist zwei, abgeflachte, weich fransig-faserige, etwa 2 Zentimeter große Steinkerne (Pyrene, Samen) mit einem minimalen Kamm. Die jungen Früchte sind reizend borstig behaart und verkahlen dann.

## Verwendung
Die saftigen und sauren Früchte (Mullumbimby oder Davidson Plum) sind essbar. Sie werden meist nicht frisch konsumiert. Die Früchte werden in Australien geschätzt und die Pflanzen auch kultiviert. Ähnlich sind die Früchte von Davidsonia pruriens und Davidsona johnsonii.